# Port lotniczy Vadsø
Port lotniczy Vadsø – krajowy port lotniczy położony w Vadsø. Jest jednym z największych portów lotniczych w północnej Norwegii.

## Linie lotnicze i połączenia
| Linia lotnicza | Kierunek |
| -------------- | --- |
| Widerøe        | 1. Alta 2. Båtsfjord 3. Berlevåg 4. Hammerfest 5. Honningsvåg 6. Kirkenes 7. Mehamn 8. Sørkjosen 9. Tromsø 10. Vardø |